# 高田明美
高田明美（日语：／ Takada Akemi，1955年3月31日—），是以動畫和裝幀畫活動的日本人物設計師、插畫家、珠寶設計師。

## 經歷、人物
出身於東京都。多摩美術大學（平面設計系）畢業後，立即加入動畫公司龍之子製作公司。1981年成為自由職業者。2003年開始對珠寶製作產生興趣，並於2007年春季推出個人品牌「ANGEL MYTHOS」，目前從事珠寶設計師工作。
本身是《科學小飛俠》男主角「鐵雄」的粉絲。因此她自述如果沒有《科學小飛俠》的話，大概不會踏入動畫業界。
一方面，網路曾誤傳她在擔任動畫師時有採筆名「AKEMI」，後來本人在部落格上澄清否認。
父親是牙醫、膝下三女一男，除了雙胞胎姊姊之外，還有從事插畫家工作的妹妹高田美苗與一個弟弟。

## 海外
多次參訪過海外。曾於1992年4月、2012年11月到香港，2000年3月、2009年8月來台灣出席活動。以及2000年7月前往美國洛杉磯。
此外，高田在2009年的台灣簽名會中曾經表示，珠寶設計只算是興趣，工作重點仍在動畫設計上。

## 主要作品

### 動畫
- 科學小飛俠II（1978年，人物設定）
- 科學小飛俠F（1979年，人物設定）
- 真知子老師（1981年，人物設定[9][10][注 1]）
- 福星小子 (1981年版)（1981年，人物設定、作畫監督）
- 魔法天使奶油麻美（人物設定）
- 未來警察浦島人（第30話，人物設定）
- 曙光Q 交錯的時空 REFLECTION（日语：トワイライトQ#時の結び目 REFLECTION）（1987年，人物設定）
- 亞邦史克威爾 琥珀的追擊（日语：アーバンスクウェア 琥珀の追撃）（1986年，人物設定）
- 相聚一刻（人物設定）
- 橙路（人物設定）
- 機動警察（人物設定）
- 夢幻拉拉（人物設定）
- 莉卡的星期日（1992年，人物設定）
- CoCO&NiCO（日语：ニャンだ?フル チャンネル#放送作）（2016年，角色設定）

### 遊戲
- 巫紗的魔法物語（日语：ミサの魔法物語）（1998年，人物設定）
- 青蛙童話書 ～尋找喪失的記憶～（日语：かえるの絵本 〜なくした記憶を求めて〜）（1999年，人物設定）

### 插圖提供作品
- 永遠的法蓮娜（日语：永遠のフィレーナ）（首藤剛志）
- 第五惑星明日香（日语：第五惑星アスカ）（六道慧）
- 時之光，時之陰（六道慧）
- 羅刹王（六道慧）
- 新宿少年偵探團（日语：新宿少年探偵団）系列（太田忠司）
  - 負責系列第7部以降的插圖
- （吉岡平）
- 人媒花系列（麻城優（日语：麻城ゆう））
- 西風戰記＜朝日Sonorama（日语：朝日ソノラマ）版＞（田中芳樹）
- 山本正之'88（日语：山本正之'88）（山本正之專輯的封套插圖）
- 雜誌《PC Engine FAN》封面插圖
- （布川郁司）封面插圖
- （葛城稜） ISBN 9784257765226
- （鳴海丈）
- （窪田僚）
- （窪田僚）

## 畫冊等
- （萬代，1986年9月20日初版發行） ISBN 4-89189-375-3
- （萬代，1987年11月20日初版發行） ISBN 4-89189-331-1
- （富士見書房，1990年11月20日初版發行） ISBN 4-8291-9106-6
- （富士見書房，1991年7月30日初版發行） ISBN 4-8291-9109-0
- （萬代，1993年6月10日初版發行） ISBN 4-89189-297-8
- （富士見書房，1993年8月15日初版發行） ISBN 4-8291-9113-9
- （富士見書房、1995年8月25日初版發行） ISBN 4-8291-9117-1
- （NTT出版，1996年3月28日第1刷發行） ISBN 4-87188-441-4
- （角川書店，2001年3月31日初版發行） ISBN 4-04-853294-4
  - 《橙路》插畫書
- （SB Creative，2001年11月1日初版發行） ISBN 4-7973-1566-0
  - 《魔法天使奶油麻美》系列，20世紀魔法少女系列的巔峰之作。
- （富士見書房，2002年3月25日初版發行） ISBN 4-8291-9125-2
  - 發行了包含彩色畫冊、素描畫冊、DVD的套組。該系列包括150多幅彩色插圖和100多幅素描。DVD包含約35分鐘的封面插圖「製作花絮」視頻、25 分鐘的「小說插圖畫廊」，其中包含小說插圖和配音員富永美衣奈的朗讀，以及高田明美的音頻評論。
- （HobbyJAPAN（日语：ホビージャパン），2008年1月22日第1刷發行） ISBN 978-4-89425-654-5
- （HobbyJAPAN，2009年5月1日初版發行） ISBN 978-4-89425-865-5
  - 大約7成的作品在《橙路》系列中達到了巔峰。
- （HobbyJAPAN，2014年9月13日初版發行） ISBN 978-4-7986-0868-6
- （德間書店，2020年9月30日初版發行） ISBN 978-4-19-865165-7

## 技術書
- （美術出版社，1997年11月15日初版發行） ISBN 4-568-50195-4
- （角川書店〈KADOKAWA Mook NewType 100% Collection Extra〉，1995年3月10日初版發行） 雜誌62480-38
- Comickers技術書（美術出版社，2002年2月1日初版發行） ISBN 4-568-50230-6
- （誠文堂新光社，2011年2月28日發行） ISBN 978-4-416-61026-8

## 出典、參考文獻
- 《小魔女俱樂部》，萬代〈B-club Special 10〉，1987年10月1日，第75頁 ISBN 4-891893-26-5

## 腳註

## 外部連結
- （日語）—高田明美的官方個人網站。
- （日語）—高田明美的官方個人部落格（2008年11月21日—）。
- 高田明美的X（前Twitter） （日語）
- 高田明美的Facebook專頁 （日語）
- Diakosmos （日語）—（高田明美的珠寶設計造型官方網站）。